# Стефан Симеонов
Стефан Симеонов Маринов е български офицер, деец на ВДРО и радетел за освобождението на Добруджа.

## Биография
Роден на 5 юни 1897 г. в Силистра. Завършва гимназия в Силистра и Военното училище в София. Като млад юнкер воюва на фронта до края на Първата световна война. Попада в плен и след сключването на Ньойския мирен договор е освободен и демобилизиран. След връщането си от плен е почти две години безработен. Домакин и възпитател в Русенското сиропиталище (1921 – 1939). От 1923 г. е активен член на Вътрешната добруджанска революционна организация (ВДРО).
При избирането на нов УК на ВДРО, Стефан Симеонов е включен в него и отговаря за организирането и екипирането на четите, преминаващи на румънска територия. Извършва инструктажи на водачите на четите. В Русенското сиропиталище, където е директор, се провеждат срещи на ВДРО от 1930 г. През март 1931 г. комунистическата партийна организация в Русе изпраща човек от Варна към Русе за да пусне телеграми до съпругата и майката на Стефан Симеонов, че той е убит. Телеграмите са пуснати от името на секретаря на Добруджанската организация във Варна. По случая има образувано следствие. По същото време, според полицейски донесения, Стефан Симеонов организира чети, екипира ги със Стефан Боздуганов и преминава румънската границата за да извършва нелегална дейност през периода 1931 – 1933 г. В сиропиталището на сираците от войните, на което е управител, се състоят заседанията на ЦК на ВДРО и се укриват четници.
След като постъпва на служба в полицията през 1939 г., се оттегля от активна нелегална дейност във ВДРО. Става полицейски комендант на Русе през 1940 г. и областен полицейски началник в Скопие през 1941 – 1942 г. Симеонов смята, че щом Македония е свободна, комунистическите партизани няма срещу кого да воюват и започва борба срещу тях. Следват арести, инквизиции, убийства. Централната власт го насърчава и дори го награждава с орден „За гражданска заслуга“. През 1943 г. е предложен за народна пенсия. На 13 юни 1943 терористична комунистическа група напада и прострелва Симеонов пред дома му в Русе на ул. Плиска №13. Стефан Симеонов е ранен, но оцелява от този атентат. Нападателите са: Тодор Койнов, Ана Вентура, Ангел Джуров и Ангел Главчев. След преврата на 9 септември 1944 г. Симеонов е арестуван, а по-късно осъден на смърт от т.нар. Народен съд по Наказателно дело 11121/1945 г., заедно с още 26 свои сътрудници полицаи.

## Семейство
Родителите му са източноправославни. Женен с две деца: син Вихър роден на 9 юли 1922 и дъщеря Олга родена на 9 януари 1924 г. Дъщеря му Олга е с прекъснати студентски права и става работничка в Русе, през 1971 загива при съмнителни обстоятелства. Синът му изчезва безследно във Варна през 1970 г.